# Яковлев, Василий Афанасьевич
Василий Афанасьевич Яковлев — советский хозяйственный, государственный и политический деятель, Герой Социалистического Труда.

## Биография
Родился в 1920 году в селе Бунино. Член КПСС.
С 1936 года — на хозяйственной, общественной и политической работе. В 1936—1987 гг. — колхозник в колхозе «Свободный труд», Солнцевского района Курской области, электромонтер на станции Талдан Амурской области, участник Великой Отечественной войны, заместитель председателя Игнатовского райисполкома, секретарь Чердаклинского райкома ВКП(б)/КПСС, председатель Новоспасского райисполкома, первый секретарь Новоспасского, Вешкаймского и Майнского райкомов КПСС
Указом Президиума Верховного Совета СССР от 7 декабря 1973 года присвоено звание Героя Социалистического Труда с вручением ордена Ленина и золотой медали «Серп и Молот».
Делегат XXIV съезда КПСС. Почетный гражданин Ульяновской области.
Умер 20 марта 1991 года в посёлке Майна Ульяновской области. В его честь названа одна из улиц 